# Число Стокса
Число Стокса (Sk или Stk) — критерий подобия, используемый в гидродинамике взвесей, который определяет соотношение между кинетической энергией взвешенных частиц и энергией их взаимодействия с жидкостью:
{\displaystyle \operatorname {Sk} \,={\frac {\lambda }{2\,r}}\,={\frac {\rho \,d^{2}\,v}{\eta \,L}}},
где
- {\displaystyle \eta } — динамическая вязкость жидкости;
- {\displaystyle \rho } — плотность частицы взвеси;
- {\displaystyle v} — скорость жидкости;
- {\displaystyle d} — диаметр частицы взвеси;
- {\displaystyle L} — характеристическая длина;
- {\displaystyle r} — характеристический размер препятствия;
- {\displaystyle \lambda } — инерционный пробег частиц взвеси.

Число Стокса позволяет предсказать поведение частиц взвеси, когда жидкость будет огибать препятствие. Если {\displaystyle \operatorname {Sk} \,\gg 1}, то частицы взвеси будут двигаться прямо, наталкиваясь на препятствие, а если {\displaystyle \operatorname {Sk} \,\ll 1}, то частицы будут огибать его вместе с жидкостью.
Названо в честь ирландского физика Джорджа Стокса.